# Weinheim
Weinheim – miasto w Niemczech, w kraju związkowym Badenia-Wirtembergia, w rejencji Karlsruhe, w regionie Rhein-Neckar, w powiecie Rhein-Neckar. Leży w Odenwaldzie, ok. 20 km na północ od Heidelbergu, przy autostradach A5, A659, drogach krajowych B3, B38 i linii kolejowej Mannheim – Frankfurt nad Menem.
Najwcześniejsza wzmianka o Weinheim pochodzi z 755 roku n.e., kiedy to nazwa miasta została zapisana w Kartularzu z Lorsch, księdze zapisów opactwa Lorsch. Około roku 1000 naszej ery przyznano Weinheim przez cesarza Ottona III prawo do sprzedaży, a następnie prawo do bicia monet w 1065. Powyżej wioski opactwo Lorsch zbudowało zamek Windeck, aby zabezpieczyć swoje dobra. W XVII wieku Weinheim było kilkakrotnie zdobywane przez obce wojska podczas wojny trzydziestoletniej, wojny holenderskiej oraz wojny palatynackiej, a zamek Windeck został zniszczony.

## Współpraca
Miejscowości partnerskie:
- Francja, Anet (kontakty utrzymuje dzielnica Hohensachsen)
- Francja, Cavaillon
- Saksonia-Anhalt, Eisleben
- Włochy, Imola
- Izrael, Ramat Gan
- Francja, Varces-Allières-et-Risset (kontakty utrzymuje dzielnica Lützelsachsen)

## Galeria

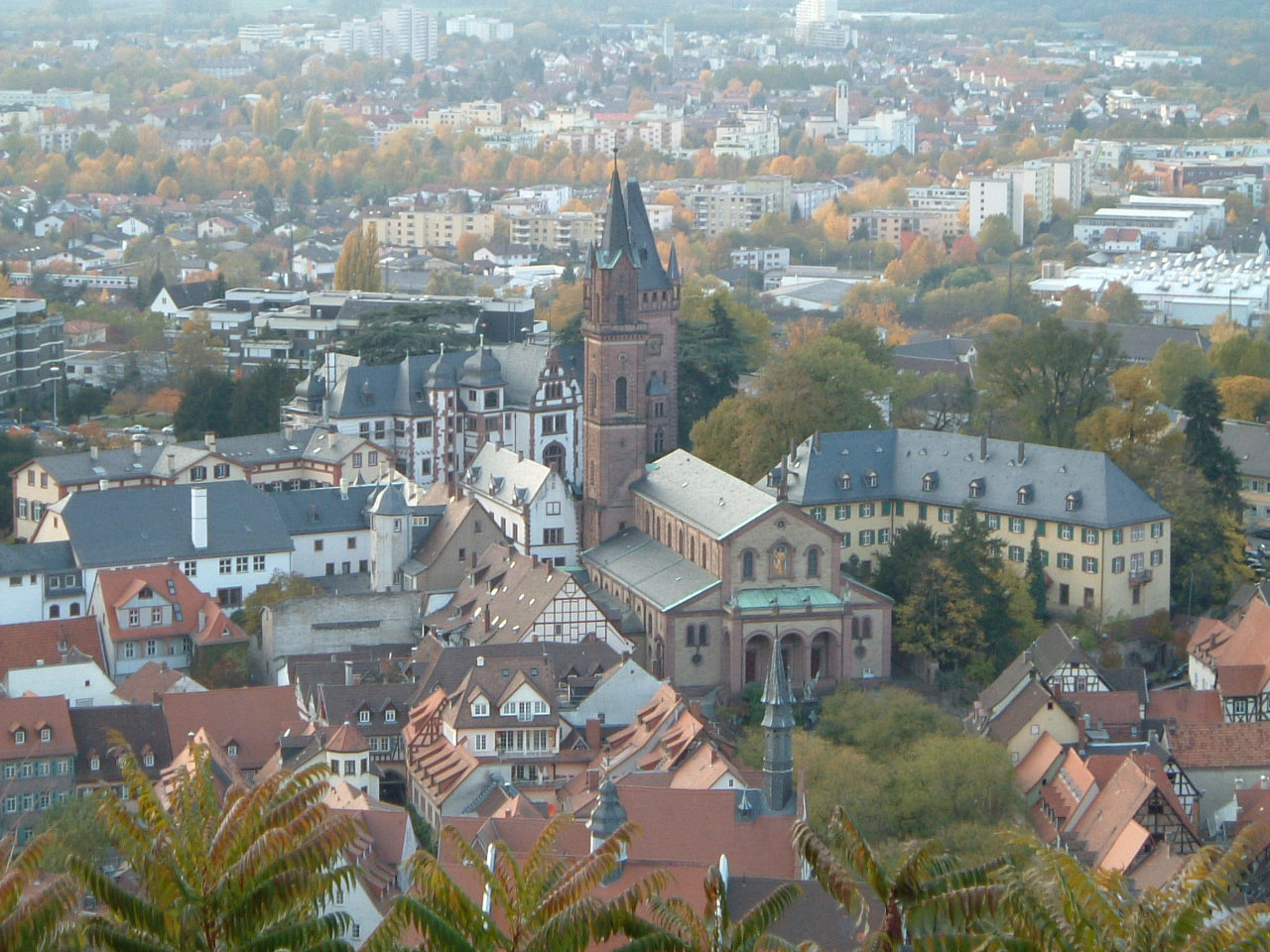
Zamek, kościół Wawrzyńca i dawny klasztor Karmelitów
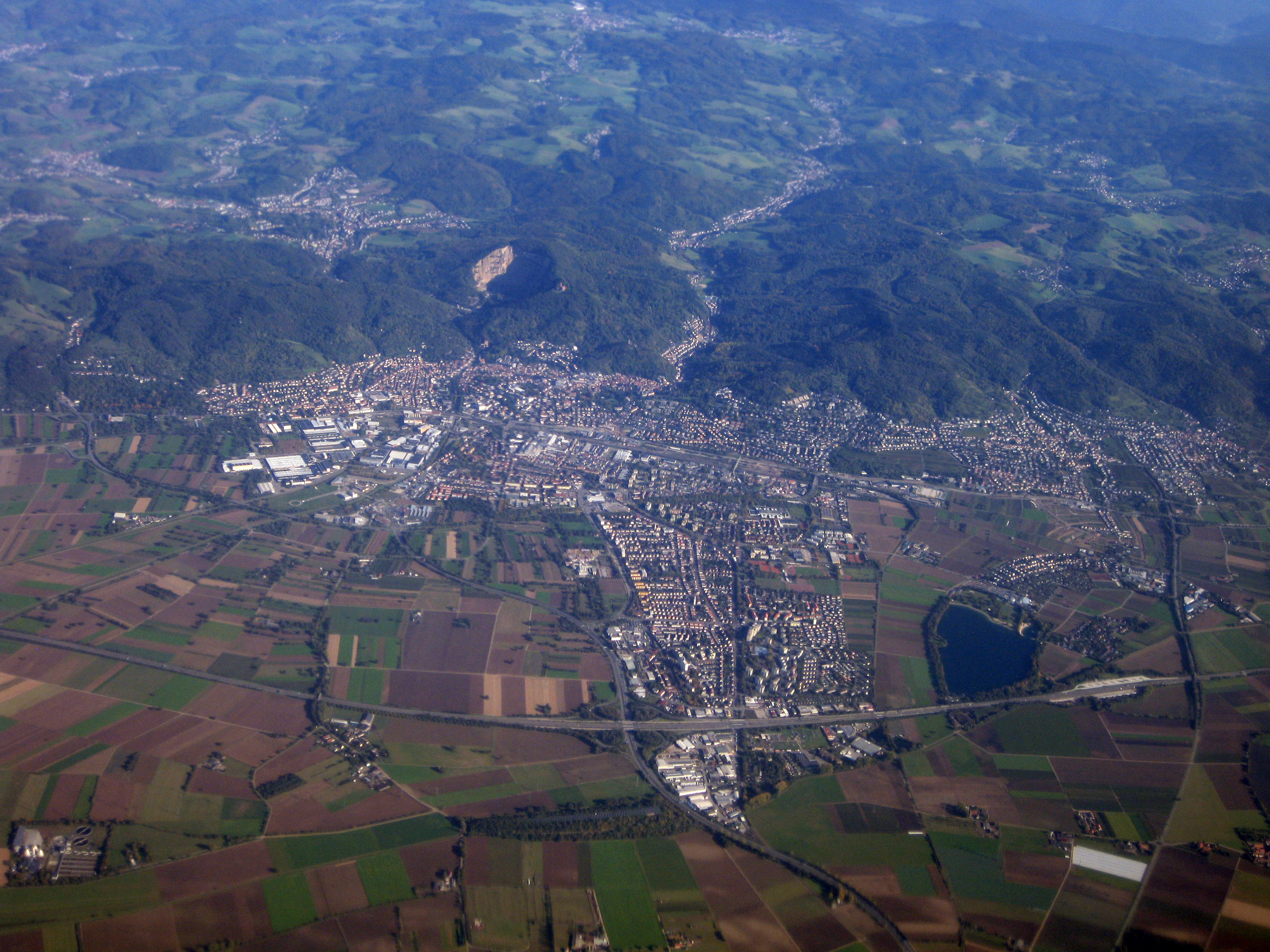
Widok z lotu ptaka
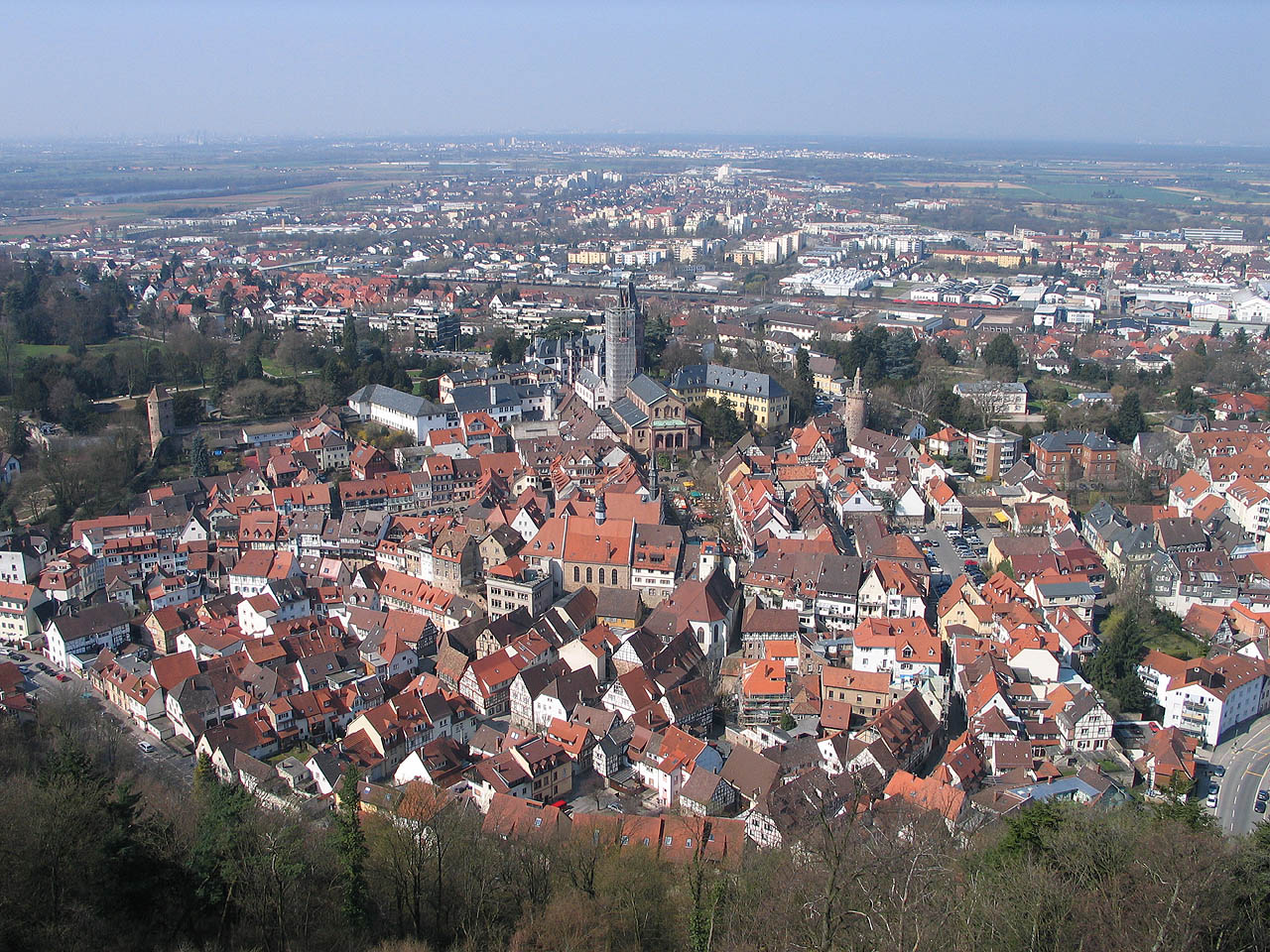
Widok z zamku Windeck
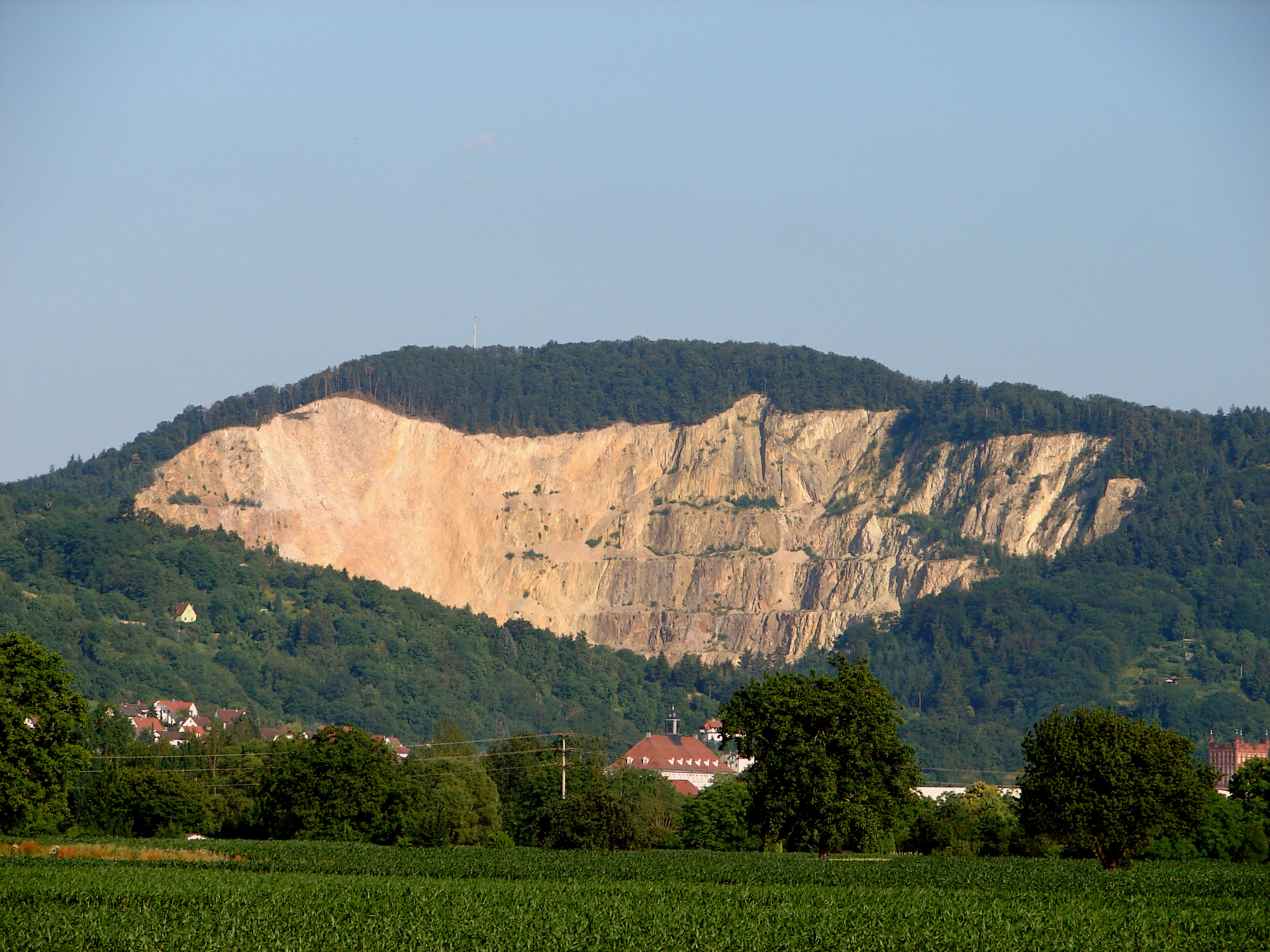
Steinbruch
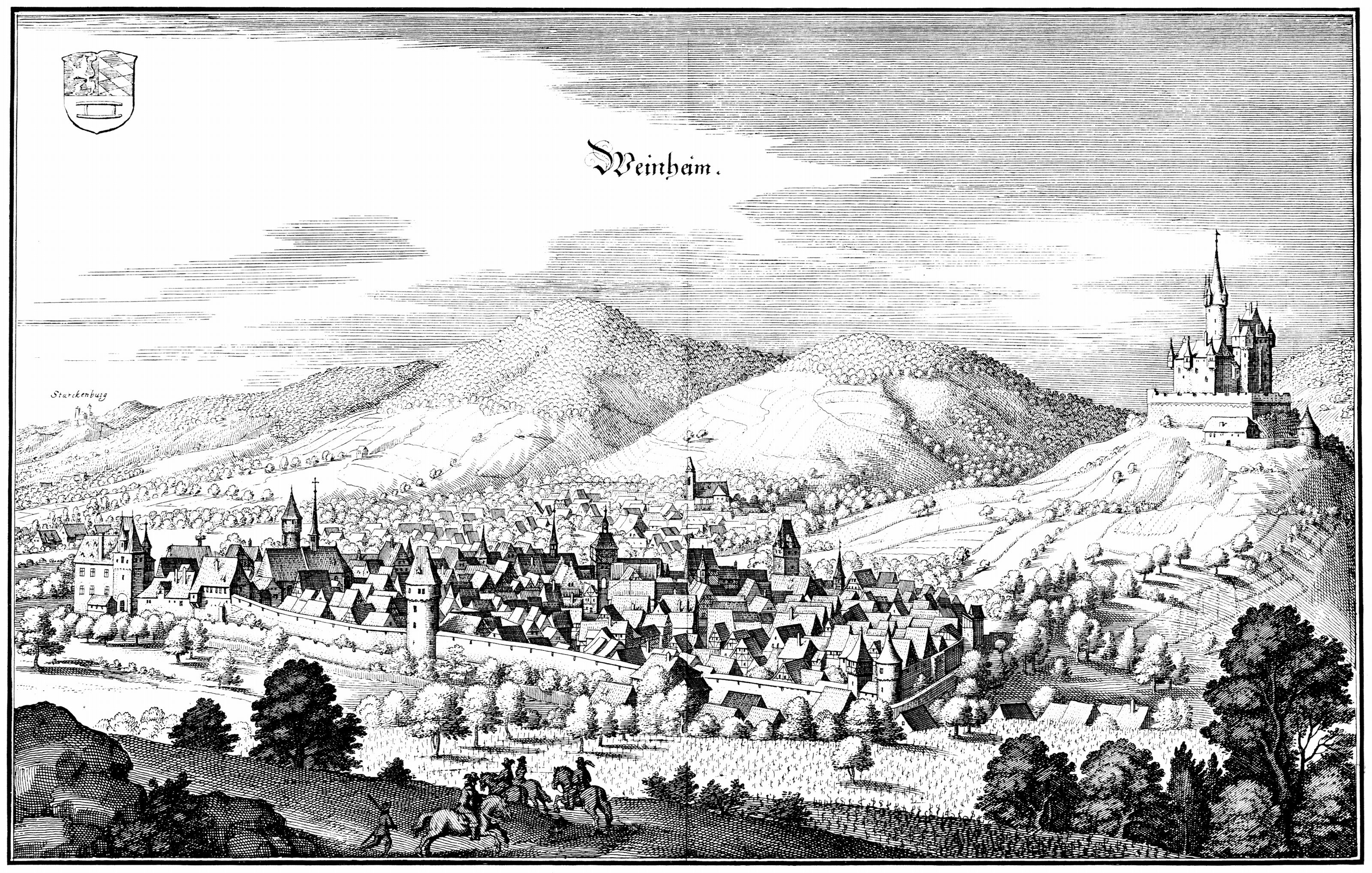
Rycina z roku 1645